# Anne Marie Pohtamo
Anne Marie Pohtamo (ur. 15 sierpnia 1955 w Helsinkach) – fińska modelka i aktorka, Miss Universe w 1975, druga Finka, która zdobyła ten tytuł.
W latach 80. XX wieku wyszła za mąż za Arto Hietanena, z którym ma czworo dzieci.